# Amanda Hall
Amanda Rose Hall (Miami, Estados Unidos, 20 de febrero de 2001) es una bailarina de ballet clásico cubanoestadounidense,  y una de las figuras principales en el Balletto di Milano.

## Biografía
Nació el 20 de febrero de 2001 en Miami, Estados Unidos, donde siguió los pasos de su madre dedicándose al ballet a los pocos años de edad. Su madre también fue una bailarina profesional y profesora de ballet.

## Formación y carrera
Comenzó cuando tenía solo tres años y empezó a tomar clases de danza clásica en Pembroke Ballet de Miami. Con once años ganó su primer premio ganando el Grand Prix en el American Dance Competition y repitiendo este logro en 2013. En los años siguientes ganó medallas en competencias como la World Ballet Competition o el Youth America Grand Prix de Tampa.
En 2020 se une al Theater Magdeburg bailando como solista en funciones como Paquita Pas de Trois.
En 2021 es invitada a la Gala de las Estrellas del XXVI Festival Internacional de Ballet de Miami.
A mediados de 2022 fue contratada por el Balletto di Milano de Milán.